# Tsuyoshi Sato
Tsuyoshi Sato (født 5. februar 1988) er en japansk fodboldspiller.
Han har spillet for flere forskellige klubber i sin karriere, herunder SC Sagamihara.